# Jack & Jill
Jack & Jill är en amerikansk dramakomediserie som sändes 1999-2001.

## Rollista i urval
- Ivan Sergei - David Jillefsky
- Amanda Peet - Jacqueline Barrett
- Jaime Pressly - Audrey Griffin
- Sarah Paulson - Elisa Cronkite
- Justin Kirk - Barto Zane
- Simon Rex - Mikey Russo